# 金なら返せん!
『金なら返せん!』(かねならかえせん)は、1994年に制作された日本のオリジナルビデオ映画。ジャンルはコメディ。監督は、内藤忠司。

## 概要
コメディ映画で、主演は大川興業のメンバーだった江頭2:50が務めている。

## あらすじ
中年サラリーマン・田中良男は、同棲相手との生活で金が必要になり、初めてクレジットカード（以下、カード）を作る。カード払いを便利に思った良男だが、カードごとに支払い限度額があると知り、複数のカードを作って気軽に使い始める。後日自宅に各カード会社から督促状が届くが、良男はサラ金（消費者金融）で借金して利用料金を一時的に返済し、その後もカードを使いまくる。
赤井デパートの債権回収課の新人社員・鈴木和夫は先輩社員から仕事の基礎を教わり、支払期限を過ぎた債務者の取立てを任される。債務者の各家を周る和夫だが、彼らからあの手この手で返済を拒まれて回収がはかどらない。和夫の実家は裕福だが、入院中の父・善三郎には本当の病名が末期の肺がんであることは伏せられていた。そんな中取立て先で債務者の自殺遺体を見つけた和夫は、参列した葬儀で債務者の友人を名乗る男・山下豊と出会う。葬儀を終えて豊と会話していた和夫の携帯電話に善三郎の容態悪化の知らせが入り、和夫は豊に父が末期の肺がんであることを明かす。豊に車で病院に送ってもらう和夫だが、豊が勝手に善三郎に病名を告知すると同時に「自分の望む最期を迎えた方がいい」と主張する。和夫の心配をよそに善三郎は豊の提案を受け入れ、好きな仕事を自宅でしながら余命を過ごすことに。
その間赤井デパートのカードを作った良男の借金は、他の会社も合わせて計300万円にまで膨らんでいた。そんな良男の前に仕事に慣れてきた和夫が現れ、厳しい取立てをされた良男は精神的に追い込まれる。脳裏に自殺がよぎった良男は「いのちの110番」に電話相談し、取立ての対応策を教わるが、実は電話の相手は豊だった。それに気づかないまま、良男は和夫の取立てでサラ金規制法に触れる証拠をつかみ、これにより赤井デパートの借金を踏み倒して詫び金まで手に入れる。
これにヒントを得た良男は“ネズミ講”を思いつき、セミナーの参加者を騙して大金を得るようになる。豊からとあるパーティーに招かれた良男は、悪事で儲けるのを辞めて自己破産するよう助言を受けるが、これを拒否する。ほどなくして良男にネズミ講の上納金が入らなくなるが、後日豊がネズミ講の被害者たちに自己破産を勧めていたことが発覚する。同じ頃善三郎が亡くなり、和夫は父の弁護士から豊が善三郎と養子縁組をしていて、彼にも父の遺産が分配されることを突然知る。
良男と和夫が再会するとお互いに豊に怒りを持っていることが分かり、2人は手を組むことに。和夫の調べで、豊が「いのちの110番」にかけてきた自殺志願者たちの個人情報を利用してカードを作り、借りた金を手に入れていたことが判明。良男と和夫が豊に金のありかを問い詰めに行くが、豊は報道陣に囲まれて大金をWHOに寄付したことを告白。それでも納得行かない良男と和夫は豊に詰め寄るが、彼は「金なら返せん！」との言葉を残して走り去るのだった。

## キャスト
田中良男
演 - 江頭2:50
サラリーマンで以前から収入はあまり多くない模様だが、具体的な仕事内容などは不明。冒頭で恋人・麗子からかつらの購入を勧められ、かつら販売店でクレジットカードを作ったのを皮切りに10枚ほどのカードを作る。以後麗子のために高い服を買ったり高級レストランの食事代に利用するようになる。喜怒哀楽が激しく目先のことしか考えられない性格。「カード払いは、借金で買い物をしているようなもの」ということを知らない。後日カードローンの返済に加え、これまで未払いだった水道光熱費、奨学金（これが自身初の借金）などの督促状や請求書が来て返済に負われる。その後表向き投資会社を装う“田中経済研究所”を始め、ネズミ講で儲けても、踏み倒した赤井デパート以外の借金は返済しないまま、というガメつい性格になる。
鈴木和夫
演 - 大森嘉之
赤井デパートの不良債権回収課に配属されたばかりの新入社員。真面目な性格で押しに弱い。回収業務を始めて数日後、赤井デパートのキャッシングカードの利用者の多くが、金利がサラ金の金利と同率であることを知らないまま商品をローン購入していることに気づき、デパート側が利用者から金を取ることばかり考えていることに疑問を持ち始める。当初は債務者に寄り添った考え方・行動をしていたが、その後「安易に借金をする債務者の目を覚まさせる」という意味から強気な態度で取り立てを行うようになる。良男への取立て行為がサラ金規制法に抵触した影響で左遷され、デパート前で包丁の実演販売をする。
山下豊
演 - 大川豊
千代田区区役所住民課主任代理。諸事情により債務者・吉田の葬儀の喪主を任された和夫が、参列者から「取立てを行ったお前は、人殺し」と罵倒された直後に“吉田の友人”のフリをして喪主の代わりに挨拶する。「いのちの110番」の電話相談は、自殺防止のための個人的なボランティアとして行っている。また、自己破産者の若い男女を集めた「ねるとんパーティ」を主催している。実は過去に借金苦で父親が自殺しており、激しく悲しんだ。物語の後半で善三郎と養子縁組を結んでからは、「鈴木豊」として和夫の弟となる。
勅使河原麗子
演 - 渡辺典子（特別出演）
良男の恋人で、アパートの1階の彼の部屋で同棲している。明るい性格だが、良くも悪くも変にポジティブ思考の持ち主。悲劇のヒロインに憧れているため、日常生活でも悲観的な言動を楽しんでいる。作中では良男と一緒にいる時に嬉しいことがあると、彼の鼻を甘噛みするという癖がある。太宰治の大ファンで彼の小説を愛読しており、日常会話で何度か「人間失格」や「斜陽」などに書かれている言葉を引用している。また、太宰が玉川上水で女性と心中したことから“死”に憧れており、その後ローン返済を苦にした良男と共に和装して玉川上水に訪れ、怖がる彼に反して嬉々として川に飛び込む。青森県出身。
鈴木善三郎
演 - 大林宣彦（スペシャルゲスト）
和夫の父。銀行の頭取。現在は末期の肺がんを患っており、野方医大病院に入院中。作中でかずおから、クレジットカードの支払いシステムについて疑問を投げかけられた際、「カード利用者の大多数は適度に利用していてシステム自体に問題ない」と答える。銀行の頭取の息子である和夫が、取立て行為でサラ金規制法に抵触したことを恥ずかしく思い、一時勘当する。
とみながおさむ演-コンタキンテ
赤井デパートの不良債権回収課の和夫の先輩社員。大学は法学部出身。新人社員の和夫の指導係となり債務者宅を訪問して取り立て業務について色々と教える。個性的な人物だが、和夫にとっては頼れる先輩で、彼が一人で取立て作業を行うようになってからも色々と気にかける。普段は機械的な無感情な口調で淡々としているが、取立ての時などは大きな声を出したり、反抗的な債務者にも向かう勇気を持つ。一対一で誰かと会話をする際、一通り言い終える最後に（武道の挨拶である）押忍の動きをしながら、“（ということで）よろちく”と言うのが口癖。最近取立てで債務者の自宅に訪れてローン返済を苦に自殺しているのを何度か出くわしたため、時々情緒不安定になることがあるが、自然の葉っぱなどに触れると冷静さを取り戻す。
柴山
演 - 林泰文（ノンクレジット、カメオ出演）
善三郎の部下らしき若者。善三郎の見舞いに病院に訪れ、帰り際に和夫に握手を求める。
かつら販売店の女性従業員演-吉野綾
かつらを作るために頭の採寸に来た良男に、かつら費用が全額で24万円かかることを告げる。高額に驚く良男に、自社が加入しているカードによるローン支払いができることを伝え、カードと共にかつら購入を契約してもらう。
課長演-大村波彦
赤井デパートの不良債権回収課課長で、和夫の直属の上司。債権回収の教訓として「債務者は人間じゃない。金を回収してこそ人間」という言葉を合言葉にしている。自身を含めた社員は仕事柄キビキビと行動し、金の取立てを拒否しようとする債務者相手にも屈しない強い精神力を持って日々活動している。ただし赤井デパートの社員であるため、行動は強気ながらも「いつも笑顔を忘れずに」がモットー。ある日赤井デパートの向かいのビルから良男が、「和夫が威圧的に取立てする映像」を映写機を使って自社の壁に映しているのを見てサラ金規制法に触れることを認め、彼を個室に招いて丁重にもてなす。
岡崎竜雄演-寺田体育の日
赤井デパートの債務者。ヤクザらしき青年で、マンションの507号室で暮らしている。赤井デパートでアルマーニのスーツをローンで購入したが16万円が未払いの状態。自宅に取立てに来た和夫を“ヤクザ組織から頼まれて来た殺し屋”と勘違いして室内に入れた後ナイフで脅す。しかし、直後に現れた刑事たち相手に大立ち回りをする。
女性債務者
演 - 藤小雪
年は30歳前後。赤井デパートのコートをローンで買ったが支払期限を過ぎたため、自宅に和夫が取立てに来る。和夫が来た時にたまたま寝起きだったのか、玄関先で薄いピンク色のベビードール姿で歯磨きをしながら、面倒くさそうに和夫に応対する。
ラブホテルの従業員演-加藤春哉
年齢は60代半ばぐらいの男性。ある夜麗子と部屋を利用した良男がラブホ代をカード支払いできると思っていたため、現金でしか払えないことを告げる。良男が金策で店の外に行ったあと、部屋の回転ベッドで待つ麗子と雑談を交わす。
ヤクザ2人組の取り立て屋演-フランキー為谷、ピグモン勝田
良男が金を借りたとある貸金業で働く。兄貴分（黒いストライプのスーツを着ている）と、舎弟（紫の服を着ている）のコンビ。2人とも荒々しいが、時々間抜けな言動をしている。債務者である良男の自宅に取立てに訪れるが、彼がいなかったため腹いせに兄貴分が舎弟に室内で排便をするよう命じる。
金融会社の従業員
演 - 坂田雅彦
金融会社「自動車金融」で働く。債務者が所有する自家用車の合鍵を預かる（車を担保にする）代わりに金を貸している。ある日タウンページでたまたま自社広告を見た良男が、「車の鍵を預けるだけで簡単に金が借りられる」と思ってやって来る。その後良男が借金返済や利子すらも返さなくなったため、何も告げずに彼の自宅にある車をこっそり自社で売りに出す。
堀口演-石川真希
善三郎の女性秘書。作中では善三郎が働く銀行のシーンはないが、入院中や自宅療養中の彼にいつも付き添っており、来客を案内したり彼からの指示を色々とこなしている。善三郎が亡くなったあと、ホームレス状態だった和夫を探し出して善三郎が死の間際に勘当を解いたことを伝える。
木村弁護士演-廣瀬昌亮
善三郎の顧問弁護士。善三郎が亡くなったあと鈴木家に訪れ、和夫に善三郎の遺産を兄弟で分配することを説明しようとする。和夫に「僕は一人っ子ですけど」と言われたため、生前の善三郎が豊と養子縁組して法的にかずおと豊が兄弟となっていることを伝える。
ホームレス
演 - ハウス加賀谷（松本ハウス）
年は、20代半ばぐらい。ある夜道路脇にダンボールで作った寝床の中で寝ていたところ、親に勘当されて自宅に帰れない良男が寝床にしようと、中に自身が寝ているとは知らずにダンボールを盗もうとしたため、怒って反撃する。
セミナー参加者
演 - 松本キック（松本ハウス）
メガネをかけた若者。田中経済研究所のセミナーで良男から借金と手数料を絡めた投資話をネズミ講とは知らずに信じ込む。自身の会員を増やすため、街で出会った男性に「会員を増やせばその後は何もしなくても200万円が得られる。これで私も海外に別荘を買いました」などと伝える。
アパートの大家
演 - 梅沢昌代
アパートの住人・吉田の取り立てに来た和夫から、「2日間音沙汰がないため室内を確認したい」と頼まれる。吉田の部屋に入るが、室内で自殺して横たわる彼の遺体を発見して困惑する。
司会者
演 - 春風亭昇太
作中のねるとんパーティーの司会者。このパーティーは、「ねるとん紅鯨団」形式のカップリングパーティーで、本作では自己破産経験者の若い男女が参加している。一人の男性が女性に告白しようとしたところ、意中の女性が同じである別の男性が「ちょっと待った！」と名乗り出るのを実況する。
その他
（以下の出演者はエンドロールより）
森山なつみ、藍じゅんこ、荻原賢三

## スタッフ
- 監督 - 内藤忠司
- 製作総指揮 - 市村将之
- 制作 - 井出正義
- 原作 - 大川豊「金なら返せん!天の巻」ぴあ刊
- 脚本　大川豊、ベン村さ来
- 音楽 - 西村勝行
- 撮影 - 繁田良司
- 録音 - 畑幸太郎
- 美術 - 竹内公一
- 照明 - 白石宏明
- 編集 - 内藤忠司
- 助監督 - 芝祐二

・挿入歌-ROLL DAYS「DRAMATIC」(徳間ジャパン)　
挿入曲-ベートーベン ピアノソナタ第８番ハ短調 作品13「悲愴」